# Katalogový portál
Katalogový portál je webový prostor, který slouží zejména k vyhledávání zboží, či služeb.

## Funkce
Původně katalogové portály nabízely firmám pouze prostor k uvedení kontaktů a za to vyžadovaly poplatek. Později se standardem stal bezplatný zápis a zpoplatněny jsou pouze reklamní služby, případně přiřazení pozice firmy ve vyhledávání.[zdroj?]
Katalogové portály také někdy nabízejí možnost hodnocení firmy nebo služby nebo rezervace služby přes portál.